# Вышимайка
Вышимайка — хлопковая майка с имитацией традиционной белоруской вышивки, орнамента и узоров. Возникла на фоне волны интереса к белорусской национальной культуре в 2014 году.

## Этимология
Название «вышимайка» образовано от слов «вышиванка» и «майка». Языковед Винцук Вечёрко отметил, что «вышимайка» стало словом 2014 года.

## История
В апреле 2014 года бренд Symbal.by выпустил первую вышимайку, на которой вместо орнамента использовались принты оцифрованных вытинанок художницы Елизаветы Червонцевой. Для первых образцов был использован векторный рисунок с белорусским орнаментом с сайта spampavac.by, который создал белорусскоязычный программист Павел Шут.
В мае 2015 года в магазине Symbal.by появилась женская вышимайка со стразами в виде узора с мотивами Ярилы — языческого бога плодородии и жизненных сил природы.
В августе 2015 года стартап студентов БНТУ Fainy.by показов свои альтернативные вышиванки — чёрные, красные и синие с белым орнаментом, а также белые с синим орнаментом. 
В марте 2016 года белорусская фирма одежды Mark Formelle добавила в свою коллекцию весна-лето 2016 вышимайки собственного дизайна — разные вариации народного орнамента с использованием синего, а не только красного цвета. Коллекция получила название «Vyshyvankees». К тому моменту Symbal.by уже продали 15 000 своих вышимаек.
18 марта 2016 года в минском клубе «Loft» культурная площадка «Арт Сядзіба» устроила фестиваль «ArtSiadziba Forum или День вышимайки».
В мае 2016 года БРСМ показал свой вариант вышимаек. Это были тишотки-поло, на которых вместо орнамента были стилизованные цветы. Первыми подобные вышимайки примерили участники национального финала XXV Международного межуниверситетского конкурса грации и артистического мастерства «Королева Весна — 2016».
В июне 2016 года к 10-летию белорусского Парка высоких технологий дизайнер Владимир Цеслер сделал дизайн вышимайки для программистов, где в орнаменте использовался  двоичный код.
В ноябре 2017 года гомельская фабрика «8 марта» выпустила серию собственных дизайнерских вышимаек. С надписью латинскими литерами «Belarus» на одной из них в творческой манере изображён национальный орнамент в виде Рождественской звезды, на другой — в виде аиста, зубра и трактора — своеобразных символов Беларуси. Рисунок другой модели полностью состоял из орнамента, а также тишотки с конкретными символами орнамента и объяснениями их значений по-белоруски.
23 августа 2019 года на площадке «Песочница» в Минске прошло празднование 5-летия вышимайки. На фестивале выступили группы :B:N:, Akute, NaviBand и Dzieciuki.

## Знаменитости
В конце 2014 года белорусская группа «Леприконсы» провела концерт в вышимайках в ресторане «Друзья».
В сентябре 2015 года в Минск приезжал театр Моссовета с комедией «Упражнения в отличном». Российские актёры, среди которых был Гоша Куценко, оделись в вышимайки. Соответствующее фото в Instagram поместил сам Куценко и написал: «Вышимайки. Жыве Беларусь!»
В мае 2016 года Александр и Николай Лукашенко появились на публике в вышимайках во время покоса травы на тракторе МТЗ.
На летних Олимпийских играх 2016 года в Рио-де-Жанейро профессиональная белорусская баскетболистка, капитан женской сборной Беларуси по баскетболу, бронзовый призёр чемпионата Европы, участник двух Олимпийских игр Екатерина Снытина на тренировках носила вышимайку.
25 июня 2017 года министр иностранных дел Республики Беларусь Владимир Макей пригласил руководителей аккредитованных в стране дипломатических миссий и членов их семей на «День белорусской вышиванки». Большая часть иностранных посетителей была в вышимайках современного покроя, украшенных орнаментом с белорусскими мотивами василькового цвета.

## Оценки
Культуролог Борис Щука заявил, что для носителей вышиванки она стала своеобразным идеологическим атрибутом, сравнив её с шарфиками спортивных болельщиков и георгиевской лентой.
По мнению одного из основателей и бывшего директора «Арт Сядзіба», создателя и главы магазина SYMBAL.BY, запустившей тренд, Павла Белоуса, они делали «хорошее дело» в сфере популяризации не только стилизации, но и настоящих белорусских ремёсел. Фешн-стилист и историк моды Юлия Чинвеокву положительно встретила появление вышиванок, поскольку они популяризируют национальную одежду и культуру. Также поддержала данную инициативу сотрудница Музея народной архитектуры и быта и газеты «Культура» Елена Лешкевич.
Председатель Белорусского союза дизайнеров Дмитрий Сурский неодназначно оценил вышимайки. С одной стороны, Сурский назвал их «ассортиментом сомнительного качества». С другой, через вышимайки «люди вернулись к истокам».
Как указал руководящий компаньон компании Universal Press Александр Дешкавец, «феномен с вышиванками был в Украине, а у нас идёт просто калька». Дизайнер, график, фотограф, поэт, переводчик и публицист Михаил Анемподистов назвал такую одежду «системной ошибкой, запущенной в масскультуру». Он считал, что белорусам необходимо придумать что-то своё, отличительное от украинцев.